# Miranda Frost
Miranda Frost is een personage uit de James Bondfilm Die Another Day (2002), gebaseerd op het personage Gala Brand uit Ian Flemings roman Moonraker. Frost wordt gespeeld door Rosamund Pike.
Miranda Frost verschijnt voor het eerst in Engeland bij Gustav Graves, later is ze aanwezig bij een schermwedstrijd waar ze een schermduel tussen James Bond en Gustav Graves leidt. Als het uiteindelijk te ruig wordt, stopt ze het gevecht. Miranda blijkt een spion te zijn en mee te werken met MI6, ze krijgt van M de opdracht Bond naar IJsland te volgen en hem daar in de gaten te houden bij zijn onderzoek. 's Avonds vindt er een diner plaats in een groot ijspaleis; Bond ontmoet daar Jinx die hij enige tijd daarvoor tegenkwam op een strand in Cuba, Miranda verstoort het flirten tussen Bond en Jinx. Later houdt Gustav Graves een speech waarbij hij zijn satelliet, gemaakt van diamanten, uittest. Als Bond later die avond een kijkje gaat nemen bij Graves gaat er een alarm af waar Graves zijn hulpje Mr. Kil op af gaat. Bond wordt daarna gegrepen door Miranda die hem begint te zoenen, waarbij Miranda Bond als volgt beschrijft:
Miranda: "I know everything about you: sex for dinner and death for breakfast." Het trucje werkt en Mr Kil druipt af.
Miranda gaat vervolgens met Bond mee naar zijn hotelkamer. Als ze daar eenmaal aangekomen zijn, trekken ze beiden snel hun kleren uit en Miranda gaat in bed liggen. Miranda vindt dat seks met Bond niet kan omdat hij een double-O is, maar Bond vindt dat onbelangrijk. Na een tijdje moet Bond snel weg om met Graves af te rekenen. Eenmaal bij Graves houdt Bond hem onder schot, maar dan komt Miranda opeens binnen. Nu blijkt plots dat ze altijd al voor Graves werkte en tijdens de vrijpartij heeft ze zijn pistool ontladen. Als ze probeert Bond neer te schieten, weet Bond met een speciale ring van Q waarmee hij glas kan vernietigen te ontkomen. Bond probeert weg te komen maar hij wordt nog lang achternagezeten, onder andere door een zonnestraal van Grave's satelliet Icarus terwijl Bond in Graves' raketaangedreven ijsglijder vlucht en uiteindelijk door Zao in een Jaguar XKR.  Bond weet het uiteindelijk allemaal te overleven, verslaat Zao en redt Jinx van verdrinking en onderkoeling die in een ijscel gevangen gezet was door Graves. Een dag later moet hij samen met Jinx de missie afmaken in Noord-Korea. Bond neemt het daar uiteindelijk in een vliegtuig tegen Graves op en Miranda gaat een schermgevecht met Jinx aan waarbij Jinx Miranda vermoordt door een mes in haar hart te steken.

## Trivia
In het gelijknamige boek van Raymond Benson kreeg de dood van Miranda een uitgebreide versie. Daarin komt ze na de aanval van Jinx, bloedend op Bond afgerend om hem te smeken haar mee te nemen. Bond geeft aan dat dit haar eigen keus was en verlaat daarbij het vliegtuig. Met Miranda huilend achterlatend in de vlammen.